# Ga Tân Điếm
Ga tàu điện ngầm Tân Điếm là ga cuối phía Nam của tuyến xanh lá nằm ở Tân Điếm, Tân Bắc, Đài Loan.

## Tổng quan ga

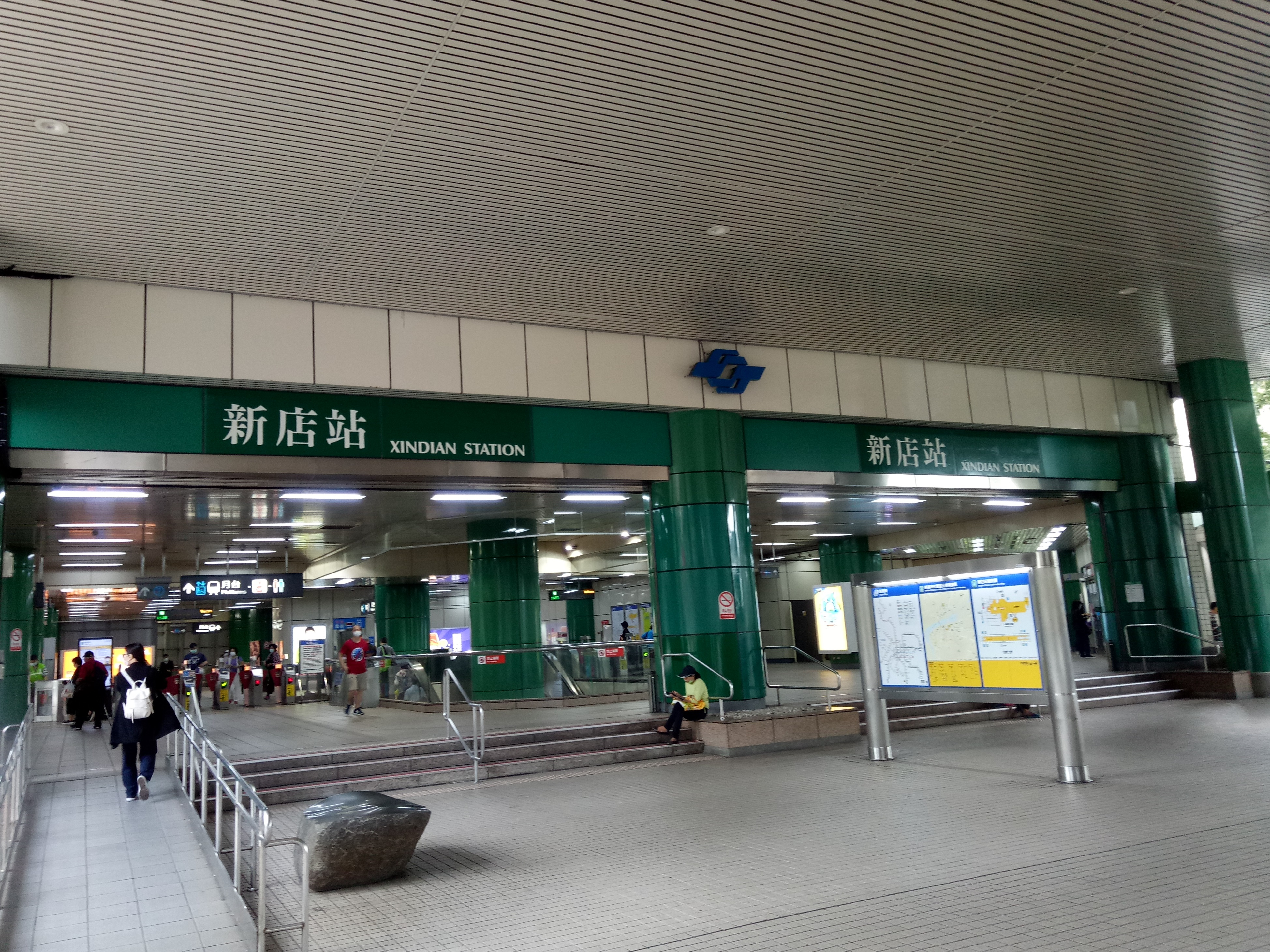
Lối thoát Ga Tân Điếm

Ga nằm bên dưới lòng đất có một ke ga và một lối thoát, đây là ga cuối phía Nam của tuyến MRT Đài Bắc cho đến khi ga Đỉnh Bộ hoàn thành.

## Bố trí ga
| Đường đi                       | Phòng chờ                                                                 | Lối ra/vào, hành lang, quầy thông tin, máy bán vé tự động, cổng soát vé 1 chiều Nhà vệ sinh (phía Nam, bên trong khu vực tính phí) |
| B1                             |                                                                           | |
| Ke ga 1                        | ← Tuyến Tùng Sơn-Tân Điếm hướng đi Tùng Sơn (G02 Văn phòng quận Tân Điếm) | |
| Ke ga, cửa sẽ mở bên trái/phải |                                                                           | |
| Ke ga 2                        | ← Tuyến Tùng Sơn-Tân Điếm hướng đi Tùng Sơn (G02 Văn phòng quận Tân Điếm) | |